# Max Graham

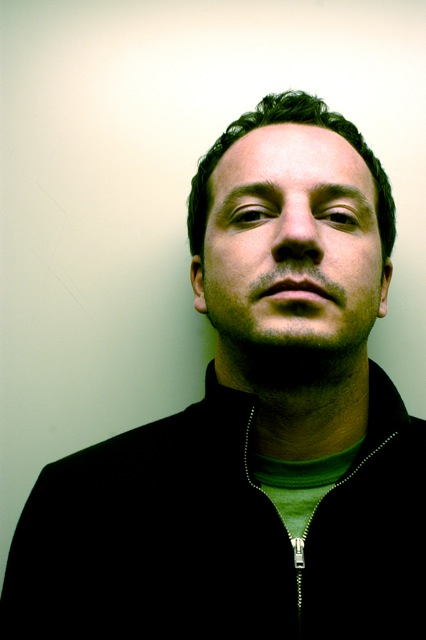
Max Graham

Max Graham is een Britse dj, die vooral bekendstaat om zijn melodieuze en zeer dansbare remixes.

## Biografie
Max is geboren in Groot-Brittannië, maar begon zijn muziekcarrière in Ottawa, Canada. Daar begon hij met een stel vrienden houseparty's te geven. Dit groeide uit tot de legendarische nachtclub Atomic. Hier ontwikkelde Max vanaf 1995 zijn sound.
In 1999 verhuisde hij naar Vancouver, waar hij begon met hits te schrijven, zoals Airtight, Tell you, Barnone, Shoreline en remixes zoals Bullits Cried to dream. Sommige van deze hits werden gebruikt voor mix-cd's van de beste dj's ter wereld, zoals Tiësto en Paul Oakenfold. Airtight is zelfs genomineerd voor de Juno Award, de Canadese versie van de Grammy in 2001.
Door deze hits werd hij wereldwijd opgemerkt en kreeg hij de kans om op te treden in clubs, zoals het Britse Gatecrasher en in voorprogramma's van dj's als Paul van Dyk en anderen.
Max werd in 2001 gekozen als #23 in de DJMag's Top 100 voor dj's en is er sindsdien niet uit verdwenen.
In 2004 richtte Max zijn eigen platenlabel op: Shinemusic, die de smaak van Max' stijl reflecteert.
2005 werd het jaar waarin hij zich tot nog toe het meest profileerde met de singles Owner of a lonely heart (vs Yes) en het vocale nummer I know you're gone (feat. Jessica Jacobs).

## Discografie
| Single met eventuele hitnotering(en) in de Nederlandse Top 40 | Datum van verschijnen | Datum van binnenkomst | Hoogste positie | Aantal weken | Opmerkingen                       |
| ------------------------------------------------------------- | --------------------- | --------------------- | --------------- | ------------ | --------------------------------- |
| Owner of a lonely heart                                       |                       | 4-6-2005              | 18              | 12           | met Yes / Dancesmash op Radio 538 |

- Bibliothèque nationale de France: cb15002112m (data)
- Gemeinsame Normdatei: 135427495
- International Standard Name Identifier: 0000 0000 5521 4218
- Library of Congress Control Number: no2005098889
- MusicBrainz: 9b0996d8-ce15-4e37-834c-b6c43cb8bf14
- Virtual International Authority File: 54423069